# Musicology Tour
Tournées par Prince
2003-2004 World Tour
(2003) Tàmar Presentation Tour
(2006)
Le Musicology Tour est une tournée du chanteur et musicien Prince, réalisée en 2004 à travers les États-Unis. Elle correspond à la publication du disque Musicology, et accompagne un retour aussi bien médiatique que commercial de l'artiste dans son pays, dix années après son dernier grand succès phonographique.

## Histoire
La seconde moitié des années 1990 et le début des années 2000 sont commercialement difficiles. Malgré le succès mondial de la chanson The Most Beautiful Girl in the World en 1994, ou celui, relatif, du coffret Emancipation en 1996, Prince pâtit de son changement du nom au profit de l'imprononçable « Love symbol », consécutif au conflit l'opposant à sa maison de disques, Warner Bros. Les albums se succèdent à une fréquence élevée, et les ventes sont sans mesure avec celles réalisées dans les années 1980 comme au début des années 1990.
En 2004, alors que le disque et le film Purple Rain fêtent leurs vingt ans, le musicien, qui a récupéré son nom de scène originel, effectue deux prestations télévisées remarquées : l'une en compagnie de la chanteuse Beyoncé, en ouverture de la cérémonie des Grammy awards le 8 février, l'autre le 15 mars, à l'occasion de  son intronisation au Rock and Roll Hall of Fame. Le contexte est idéal pour lancer la tournée « Musicology », entamée le 27 mars à Los Angeles et offrant à chaque spectateur un exemplaire de l'album du même nom.
Cette tournée, excessivement fournie en dates, a rapporté le plus important revenu cette année-là : 87,4 millions de dollars.[réf. souhaitée]

## Groupe
- Prince : chant, guitare
- Mike Scott : guitare rythmique
- Rhonda Smith : chant et basse
- Renato Neto : clavier
- Chance Howard : chant et clavier (temporairement plus dans The Time)
- John Blackwell : batterie
- Maceo Parker : saxophone alto
- Candy Dulfer : chant et saxophone
- Mike Phillips : saxophone
- Grey Boyer : trombone

## Liste des chansons
La liste figurant habituellement comprenait les éléments ci-dessous, avec quelques chansons remplacées par d'autres tout au long de la tournée :
- Musicology
- Let's Go Crazy
- I Would Die 4 U
- When Doves Cry (avec des extraits de Kiss)
- Baby I'm a Star (après une intro de 1999)
- Shhh
- D.M.S.R.
- I Feel for You (avec l'intro instrumental de A Love Bizarre et The Glamorous Life)
- Controversy
- God

(Medley de guitare sèche)
- Little Red Corvette
- Cream
- Raspberry Beret
- 12:01
- 7

(Reprise orchestre)
- Sign o' the Times
- The Question of U
- The One
- Call My Name
- Let's Work
- U Got the Look
- Life O' the Party
- Soul Man (reprise) (le chant est effectué par Chance Howard)
- Kiss
- Take Me with U
- The Beautiful Ones
- Nothing Compares 2 U
- Purple Rain

Même si la tournée fait la promotion de Musicology, très peu de chansons de l'album y sont joués. Prince a préféré proposer une liste large, contenant de nombreuses chansons anciennes et célèbres.

## Dates des concerts
| #   | Date               | Ville           | Pays       | Salle                                | Audience |
| --- | ------------------ | --------------- | ---------- | ------------------------------------ | -------- |
| 1   | 27 février 2004    | Los Angeles     | États-Unis | El Rey Theatre                       | 700      |
| 2   | 15 mars 2004       | New York        | États-Unis | Club Black                           | 150      |
| 3   | 27 mars 2004       | Reno            | États-Unis | Lawlor Events Center                 | 11 777   |
| 4   | 29 mars 2004       | Los Angeles     | États-Unis | Staples Center                       | 17 325   |
| 5   | 30 mars 2004       | Bakersfield     | États-Unis | Centennial Gardens                   | 7 987    |
| 6   | 31 mars 2004       | Phoenix         | États-Unis | Glendale Center                      | 16 094   |
| 7   | 2 avril 2004       | Dallas          | États-Unis | American Airlines Center             | 18 093   |
| 8   | 6 avril 2004       | Oklahoma City   | États-Unis | Ford Center                          | 16 591   |
| 9   | 7 avril 2004       | Omaha           | États-Unis | Qwest Center                         | 12 398   |
| 10  | 8 avril 2004       | Ames            | États-Unis | Hilton Coliseum                      | 11 009   |
| 11  | 10 avril 2004      | Champaign       | États-Unis | Assembly Hall                        | 11 867   |
| 12  | 12 avril 2004      | Indianapolis    | États-Unis | Conseco Fieldhouse                   | 10 859   |
| 13  | 13 avril 2004      | Cincinnati      | États-Unis | US Bank Arena                        | 12 805   |
| 14  | 14 avril 2004      | Pittsburgh      | États-Unis | Mellon Arena                         | 14 092   |
| 15  | 16 avril 2004      | Columbus        | États-Unis | Value City Arena                     | 16 381   |
| 16  | 17 avril 2004      | Cleveland       | États-Unis | Gund Arena                           | 18 558   |
| 17  | 18 avril 2004      | University Park | États-Unis | Bryce Jordan Center                  | 10 913   |
| 18  | 20 avril 2004      | New York        | États-Unis | Webster Hall                         | 2 500    |
| 19  | 21 avril 2004      | Columbia        | États-Unis | Colonial Life Arena                  | 16 165   |
| 20  | 22 avril 2004      | Knoxville       | États-Unis | Thompson-Boling Arena                | 11 614   |
| 21  | 23 avril 2004      | Raleigh         | États-Unis | RBC Center                           | 18 494   |
| 22  | 25 avril 2004      | Fort Lauderdale | États-Unis | Office Depot Center                  | 18 231   |
| 23  | 26 avril 2004      | Tampa           | États-Unis | Saint Pete Times Forum               | 17 079   |
| 24  | 27 avril 2004      | Jacksonville    | États-Unis | Jacksonville Veterans Memorial Arena | 14 791   |
| 25  | 29 avril 2004      | Birmingham      | États-Unis | BJCC Arena                           | 16 889   |
| 26  | 30 avril 2004      | Atlanta         | États-Unis | Philips Arena                        | 17 977   |
| 27  | 1er mai 2004       | Biloxi          | États-Unis | Mississippi Coast Coliseum           | 10 365   |
| 28  | 4 mai 2004         | Kansas City     | États-Unis | Kemper Arena                         | 14 941   |
| 29  | 5 mai 2004         | Saint Louis     | États-Unis | Scottrade Center                     | 17 393   |
| 30  | 6 mai 2004         | Nashville       | États-Unis | Bridgestone Arena                    | 16 680   |
| 31  | 7 mai 2004         | Nashville       | États-Unis | Rocktown                             | 550      |
| 32  | 24 mai 2004        | Anaheim         | États-Unis | Arrowhead Pond                       | 15 467   |
| 33  | 26 mai 2004        | Los Angeles     | États-Unis | Staples Center                       | 17 325   |
| 34  | 28 mai 2004        | Los Angeles     | États-Unis | Staples Center                       | 17 325   |
| 35  | 29 mai 2004        | Las Vegas       | États-Unis | Mandalay Bay Events Center           | 11 297   |
| 36  | 30 mai 2004        | Las Vegas       | États-Unis | Mandalay Bay Events Center           | 11 297   |
| 37  | 1er juin 2004      | San Jose        | États-Unis | HP Pavilion at San Jose              | 17 655   |
| 38  | 2 juin 2004        | San Jose        | États-Unis | HP Pavilion at San Jose              | 17 655   |
| 39  | 3 juin 2004        | Los Angeles     | États-Unis | Staples Center                       | 17 325   |
| 40  | 4 juin 2004        | Los Angeles     | États-Unis | House Of Blues                       | 800      |
| 41  | 5 juin 2004        | Los Angeles     | États-Unis | Staples Center                       | 17 325   |
| 42  | 6 juin 2004        | Los Angeles     | États-Unis | House Of Blues                       | 800      |
| 43  | 9 juin 2004        | San Antonio     | États-Unis | AT&T Center                          | 12 607   |
| 44  | 11 juin 2004       | Dallas          | États-Unis | American Airlines Center             | 18 093   |
| 45  | 12 juin 2004       | Bossier City    | États-Unis | CenturyTel Arena                     | 12 552   |
| 46  | 14 juin 2004       | Memphis         | États-Unis | Pyramid Arena                        | 17 202   |
| 47  | 16 juin 2004       | Chanhassen      | États-Unis | Paisley Park                         | 1 000    |
| 48  | 16 juin 2004       | St. Paul        | États-Unis | Xcel Energy Center                   | 20 015   |
| 49  | 17 juin 2004       | St. Paul        | États-Unis | Xcel Energy Center                   | 20 015   |
| 50  | 17 juin 2004       | Chanhassen      | États-Unis | Paisley Park                         | 1 000    |
| 51  | 18 juin 2004       | Chanhassen      | États-Unis | Paisley Park                         | 1 000    |
| 52  | 18 juin 2004       | St. Paul        | États-Unis | Xcel Energy Center                   | 20 015   |
| 53  | 18 juin 2004       | Chanhassen      | États-Unis | Paisley Park                         | 1 000    |
| 54  | 20 juin 2004       | Détroit         | États-Unis | The Palace of Auburn Hills           | 19 505   |
| 55  | 21 juin 2004       | Détroit         | États-Unis | The Palace of Auburn Hills           | 19 505   |
| 56  | 24 juin 2004       | Milwaukee       | États-Unis | Marcus Amphitheater                  | 21 475   |
| 57  | 25 juin 2004       | Chicago         | États-Unis | Allstate Arena                       | 17 642   |
| 58  | 2 juillet 2004     | New Orleans     | États-Unis | Louisiana Superdome                  | 50 000   |
| 59  | 12 juillet 2004    | New York        | États-Unis | Madison Square Garden                | 19 007   |
| 60  | 13 juillet 2004    | New York        | États-Unis | Madison Square Garden                | 19 007   |
| 61  | 14 juillet 2004    | New York        | États-Unis | Madison Square Garden                | 19 007   |
| 62  | 16 juillet 2004    | East Rutherford | États-Unis | Izod Center                          | 20 251   |
| 63  | 17 juillet 2004    | Hartford        | États-Unis | XL Center                            | 12 698   |
| 64  | 18 juillet 2004    | East Rutherford | États-Unis | Izod Center                          | 20 251   |
| 65  | 20 juillet 2004    | Uniondale       | États-Unis | Nassau Veterans Memorial Coliseum    | 16 661   |
| 66  | 22 juillet 2004    | Chicago         | États-Unis | Allstate Arena                       | 17 642   |
| 67  | 23 juillet 2004    | Chicago         | États-Unis | Allstate Arena                       | 17 642   |
| 68  | 24 juillet 2004    | Chicago         | États-Unis | Allstate Arena                       | 17 642   |
| 69  | 25 juillet 2004    | Chicago         | États-Unis | House Of Blues                       | 800      |
| 70  | 27 juillet 2004    | Toronto         | Canada     | Air Canada Center                    | 19 800   |
| 71  | 28 juillet 2004    | Toronto         | Canada     | Air Canada Center                    | 19 800   |
| 72  | 30 juillet 2004    | Détroit         | États-Unis | Joe Louis Arena                      | 20 000   |
| 73  | 31 juillet 2004    | Détroit         | États-Unis | Joe Louis Arena                      | 20 000   |
| 74  | 31 juillet 2004    | Détroit         | États-Unis | The Palace of Auburn Hills           | 19 505   |
| 75  | 1er août 2004      | Grand Rapids    | États-Unis | Van Andel Arena                      | 10 354   |
| 76  | 3 août 2004        | Chicago         | États-Unis | Allstate Arena                       | 17 642   |
| 77  | 6 août 2004        | Houston         | États-Unis | Toyota Center                        | 15 752   |
| 78  | 7 août 2004        | Houston         | États-Unis | Toyota Center                        | 15 752   |
| 79  | 9 août 2004        | Atlanta         | États-Unis | Philips Arena                        | 17 977   |
| 80  | 10 août 2004       | Atlanta         | États-Unis | Philips Arena                        | 17 977   |
| 81  | 12 août 2004       | Washington      | États-Unis | Verizon Center                       | 18 309   |
| 82  | 13 août 2004       | Washington      | États-Unis | Verizon Center                       | 18 309   |
| 83  | 14 août 2004       | Washington      | États-Unis | Verizon Center                       | 18 309   |
| 84  | 17 août 2004       | Boston          | États-Unis | Fleet Center                         | 16 362   |
| 85  | 18 août 2004       | Boston          | États-Unis | Fleet Center                         | 16 362   |
| 86  | 19 août 2004       | Boston          | États-Unis | Fleet Center                         | 16 362   |
| 87  | 22 août 2004       | Philadelphie    | États-Unis | Wells Fargo Center                   | 18 875   |
| 88  | 23 août 2004       | Philadelphie    | États-Unis | Wells Fargo Center                   | 18 875   |
| 89  | 24 août 2004       | Philadelphie    | États-Unis | Wells Fargo Center                   | 18 875   |
| 90  | 27 août 2004       | Denver          | États-Unis | Pepsi Center                         | 17 174   |
| 91  | 28 août 2004       | Denver          | États-Unis | Pepsi Center                         | 17 174   |
| 92  | 30 août 2004       | Seattle         | États-Unis | KeyArena at Seattle Center           | 15 141   |
| 93  | 31 août 2004       | Seattle         | États-Unis | KeyArena at Seattle Center           | 15 141   |
| 94  | 1er septembre 2004 | Portland        | États-Unis | Rose Garden                          | 13 271   |
| 95  | 3 septembre 2004   | Sacramento      | États-Unis | Power Balance Pavilion               | 16 334   |
| 96  | 4 septembre 2004   | Fresno          | États-Unis | Save-Mart Arena                      | 14 940   |
| 97  | 5 septembre 2004   | San Diego       | États-Unis | Cox Arena                            | 12 545   |
| 98  | 7 septembre 2004   | Salt Lake City  | États-Unis | Usana Amphitheatre                   | 20 000   |
| 99  | 9 septembre 2004   | Oakland         | États-Unis | O.co Coliseum                        | 16 492   |
| 100 | 10 septembre 2004  | San Jose        | États-Unis | Hewlett-Packard Pavillion            | 17 655   |
| 101 | 11 septembre 2004  | San Jose        | États-Unis | Hewlett-Packard Pavillion            | 17 655   |
| 102 | 19 mars 2005       | Los Angeles     | États-Unis | Dorothy Chandler Pavilion            | 3 197    |